# Leptoeme garnieri
Leptoeme garnieri là một loài bọ cánh cứng trong họ Cerambycidae.